# تورستن شميت
تورستن شميت (بالإنجليزية: Torsten Schmidt)‏ ولد بتاريخ 18 فبراير 1972 في شفيلم، هو دراج ألماني سابق في صنف سباق الدراجات على الطريق.

## روابط خارجية
- تورستن شميت على موقع الاتحاد الدولي للدراجات (الإنجليزية)
- تورستن شميت على موقع أرشيف الدراجات (الإنجليزية)
- تورستن شميت على موقع إحصائيات الدراجات الإحترافية (الإنجليزية)
- تورستن شميت على موقع نسبة الدراجات (الإنجليزية)